# Wynalazek

Skomplikowany zestaw kół zębatych

Wynalazek – nowatorskie, oryginalne rozwiązanie problemu technicznego. W naukach inżynieryjnych i badaniach produktowych wynalazek najczęściej przybiera postać nowego urządzenia lub jego elementu, metody lub procesu, dzięki którym możliwe jest wykonanie jakiejś czynności w sposób sprawniejszy, bezpieczniejszy, wydajniejszy, tańszy lub lepszy jakościowo. W naukach społecznych za wynalazki uznaje się także zdobycze niematerialne, jak druk, pieniądz czy pismo.
W polskim systemie prawa brak definicji pojęcia „wynalazek”. Ustawa Prawo własności przemysłowej definiuje jedynie kryteria, które musi spełniać wynalazek, aby mógł zostać objęty ochroną patentową. Zgodnie z ustawą patenty są udzielane – bez względu na dziedzinę techniki – na wynalazki, które są nowe (nie są częścią stanu techniki), posiadają poziom wynalazczy (nie wynikają dla znawcy w sposób oczywisty ze stanu techniki) i nadają się do przemysłowego stosowania.
Zgodnie z polskim prawem za wynalazki nie uważa się w szczególności:
1. odkryć, teorii naukowych i metod matematycznych,
2. wytworów o charakterze jedynie estetycznym,
3. schematów, zasad i metod przeprowadzania procesów myślowych, rozgrywania gier lub prowadzenia działalności gospodarczej,
4. wytworów lub sposobów, których (a) możliwość wykorzystania nie może być wykazana lub (b) wykorzystanie nie przyniesie rezultatu spodziewanego przez zgłaszającego 
– w świetle powszechnie przyjętych i uznanych zasad nauki,
5. programów komputerowych oraz
6. przedstawienia informacji.
Przedmiotów lub działalności, o których mowa w punktach od 1 do 3, 5 i 6 powyżej, nie uważa się za wynalazki, o ile zgłoszenie dotyczy tych przedmiotów lub działalności jako takich.
Za najwcześniejsze wynalazki ludzkości przyjmuje się proste narzędzia kamienne i kościane, którymi posługiwały się hominidy ponad 3 mln lat temu.

## Wynalazek a odkrycie i utwór autorski
Pojęciem pokrewnym jest odkrycie naukowe – obserwacja nieznanego dotąd zjawiska występującego naturalnie w przyrodzie. Odkrycia nie podlegają ochronie patentowej – uważa się, że należą one do domeny publicznej i są własnością całej ludzkości. Ochrona patentowa może natomiast dotyczyć nowej technologii, która przyczyniła się do odkrycia.
Szczególne trudności w odróżnieniu wynalazku od odkrycia występują w zakresie badań z pogranicza biotechnologii, biochemii i biologii molekularnej. Np. istnieją kontrowersje czy wyniki analiz ludzkiego genomu, które stanowią ważną część wynalazków stosowanych w terapii genowej mogą podlegać patentowaniu. W Polsce zasady patentowania wynalazków z zakresu biotechnologii są szczegółowo opisane w Ustawie Prawo własności przemysłowej.
Tradycyjnie wynalazki często są opisywane w formie utworu – dokumentacji technicznej lub publikacji naukowej. Same utwory nie podlegają patentowaniu, lecz są chronione przez prawo autorskie. Prawo autorskie nie chroni jednak przed użyciem opisanego w utworze rozwiązania technicznego, a jedynie uniemożliwia publikowanie i rozpowszechnianie samego utworu bez zgody autora. Ten tradycyjny podział jest dyskusyjny w przypadku programów komputerowych, opisów algorytmów matematycznych i procedur stosowanych w marketingu i zarządzaniu. Tego rodzaju utwory mają bowiem same w sobie w pewnym stopniu cechy wynalazku. Pod koniec 2009 r. w Stanach Zjednoczonych i niektórych innych krajach prawo patentowe umożliwiało w pewnym zakresie chronienie programów, algorytmów i procedur biznesowych jako wynalazków. Rodzi to jednak różnego rodzaju problemy i kontrowersje, które skutkują sprawami sądowymi docierającymi nawet do Sądu Najwyższego. W innych krajach, w tym w Unii Europejskiej trwa nieustająca debata nad zasadnością wprowadzenia ochrony patentowej na ten rodzaj twórczości.

## Formalne kryteria zdolności patentowej wynalazku
Aby wynalazek mógł zostać opatentowany, musi spełniać trzy kryteria, które są zasadniczo takie same na całym świecie:
Kryterium nowościWynalazek jest uważany za nowy, jeżeli przed datą jego pierwszego zgłoszenia w urzędzie patentowym (bądź wystawienia na uznanej wystawie) informacje o nim nigdzie nie były (potencjalnie) dla nikogo dostępne.
Kryterium poziomu wynalazczego (nieoczywistości)Oznacza, że wynalazek nie wynika w sposób oczywisty z aktualnego stanu wiedzy. Na przykład:
- stanowi element zaskoczenia dla znawcy,
- jest rozwiązaniem problemu dotąd bezskutecznie podejmowanego,
- zaspokaja nową (nieuświadomioną) potrzebę społeczną,
- umożliwia zwiększenie efektywności,
- umożliwia osiągnięcie szczególnego, nieoczekiwanego efektu itp.

Jeżeli wynalazek nie cechuje się poziomem wynalazczym, a należy do kategorii urządzeń może uzyskać ochronę w formie prawa ochronnego na wzór użytkowy.
Kryterium przemysłowej stosowalności (charakteru technicznego)Oznacza, że wytwór lub sposób będący wynalazkiem może być faktycznie uzyskany lub technicznie realizowany w sposób powtarzalny. Wynalazek nie musi być przy tym wcale efektywny czy użyteczny.

## Przedmiot ochrony patentowej
W ramach definicji wynalazku, istnieje wyraźne rozróżnienie pomiędzy tym, co może być przedmiotem ochrony patentowej, a tym, co z tej ochrony jest wyłączone ze względu na brak technicznego charakteru. Następujące kategorie nie kwalifikują się jako wynalazki, a zatem nie podlegają ochronie patentowej:
- odkrycia naukowe;
- teorie naukowe i metody matematyczne;
- produkty o charakterze jedynie estetycznym;
- plany, zasady i metody dotyczące działalności umysłowej lub gospodarczej i gry;
- wytwory, których niemożliwość wykorzystania może być wykazana w świetle powszechnie przyjętych i uznanych zasad nauki;
- programy komputerowe;
- sposoby przedstawiania informacji

Dodatkowo, istnieją kategorie, które mimo iż mogą być uznane za wynalazki, są wyłączone z możliwości patentowania w celu ochrony interesu publicznego:
- rozwiązania których wykorzystanie byłoby sprzeczne z porządkiem publicznym lub dobrymi obyczajami;
- odmiany roślin lub rasy zwierząt oraz biologiczne sposobów ich hodowli;
- sposoby leczenia ludzi i zwierząt oraz sposoby diagnostyki[7].

W 2023 r. w Urzędzie Patentowym RP przyznano 2 261 patentów na wynalazki, a zgłoszono 4 063 wynalazków. Na dzień 31 grudnia 2023 r. w mocy było 14 022 udzielonych patentów na wynalazki.

## Uzyskiwanie patentu na wynalazek
Proces uzyskiwania patentu na wynalazek jest wieloetapowy i wymaga spełnienia szeregu formalnych i merytorycznych wymagań, wśród których wyróżnia się:
Przygotowanie i złożenie zgłoszenia patentowego
Zgłoszenie powinno zawierać dokładny opis wynalazku, określenie przedmiotu zgłoszenia, wniosek o udzielenie patentu, zastrzeżenia patentowe zawierające zespół cech technicznych, rysunki ilustrujące wynalazek oraz skrót opisu, nieprzekraczający 1/3 strony A4. Można je złożyć osobiście lub przez pełnomocnika w Urzędzie Patentowym. Alternatywnie, można je przesłać pocztą, faksem, albo elektronicznie za pośrednictwem Platformy Usług Elektronicznych Urzędu Patentowego RP. Pełnomocnikiem w postępowaniu może być rzecznik patentowy, radca prawny, adwokat lub osoba świadcząca usługi transgraniczne. W przypadku osób fizycznych pełnomocnikiem mogą być również osoby blisko spokrewnione.
Zgłoszenie uważa się za dokonane w dniu jego wpłynięcia do urzędu. Dokumenty przesłane faksem muszą być dostarczone w oryginale w ciągu 30 dni.
Weryfikacja zgłoszenia przez Urząd Patentowy
Urząd sprawdza, czy zgłoszenie zawiera wszystkie niezbędne dokumenty. W przypadku braków, zgłaszający jest wezwany do ich uzupełnienia w określonym terminie. Niezastosowanie się do wezwania może skutkować umorzeniem postępowania.
Sprawozdanie o stanie techniki
Urząd Patentowy przeprowadza badania w celu sporządzenia sprawozdania o stanie techniki, które zawiera informacje o klasach patentowych, krajach, w których prowadzono poszukiwania, oraz dokumentach, które mogą mieć wpływ na zgłoszenie.
Na tym etapie możliwe jest wniesienie poprawek do zgłoszenia, o ile nie wykraczają one poza zakres ujawniony w dacie zgłoszenia.
Publikacja zgłoszenia
Po 18 miesiącach od zgłoszenia, wynalazek jest publikowany w Biuletynie Urzędu Patentowego. Publikacja ta umożliwia zapoznanie się z wynalazkiem oraz zgłaszanie ewentualnych uwag przez osoby trzecie.
Badanie merytoryczne zgłoszenia
Urząd sprawdza, czy zgłoszenie spełnia warunki do uzyskania patentu. Ocena obejmuje również sprawdzenie dopuszczalności wprowadzonych poprawek i uzupełnień.
Decyzja o udzieleniu patentu lub odmowie
Urząd Patentowy RP może wydać decyzję o udzieleniu patentu, odmowie jego udzielenia lub umorzeniu postępowania. Udzielenie patentu następuje po uiszczeniu opłaty za pierwszy okres ochrony. Brak opłaty skutkuje wygaśnięciem decyzji o udzieleniu patentu.
Rejestracja i publikacja patentu
Po wniesieniu opłaty, patent jest wpisywany do Rejestru Wynalazków. Urząd wydaje dokument patentowy oraz ogłasza udzielenie patentu w Wiadomościach Urzędu Patentowego, podając szczegóły takie jak numer patentu, datę zgłoszenia, klasyfikację patentową, oraz dane wynalazcy i uprawnionego.
Po ogłoszeniu o udzieleniu patentu, w ciągu 6 miesięcy można wnieść sprzeciw do decyzji Urzędu Patentowego.

## Szczególne rodzaje wynalazków

### Wynalazek tajny
Wynalazek tajny to rodzaj wynalazku, który związany jest z obronnością lub bezpieczeństwem państwa. Za tego rodzaju wynalazki uznaje się rodzaje broni i sprzętu wojskowego, jak również sposoby prowadzenia walki. Do wynalazków tajnych zalicza się również środki techniczne wykorzystywane przez służby państwowe wykonujące czynności operacyjne i rozpoznawcze oraz wyposażenie, sprzęt oraz sposoby ich wykorzystania przez takie służby. 

### Wynalazek biotechnologiczny
Wynalazek biotechnologiczny dotyczy wytworu, w którego składzie znajduje się materiał biologiczny lub sposobu wedle którego dany materiał biologiczny jest wytwarzany, przetwarzany lub wykorzystywany.